# Gestion des déchets radioactifs en Belgique
La Belgique a mis en service entre 1974 et 1985 sept réacteurs pour une puissance cumulée de 5824 MW ce qui représente autour de 50 % de l'électricité produite dans le pays. La politique d'arrêt du nucléaire a été annoncée en juillet 1999 avec l'arrêt de tous les réacteurs après 40 ans d'exploitation. En 2015, une prolongation de leur durée de vie de 10 ans a été actée. Ces réacteurs produisent des déchets radioactifs depuis leur mise en route jusqu'à leurs arrêts définitifs cependant aucune solution pérenne de gestion n'a encore été trouvée. 
L'Organisme national des déchets radioactifs et des matières fissiles enrichies (ONDRAF) est l'organisme belge chargé de la gestion des déchets radioactifs (équivalent de l'ANDRA en France).

## Production
Selon les estimations fondées sur les données disponibles au 1er janvier 2001, la quantité de déchets conditionnés que l'ONDRAF aura à gérer d'ici 2070 est estimée aux volumes suivants :
- 70 500 m3 de déchets à faible activité et courte durée de vie (Catégorie A) ;
- 8 900 m3 de déchets d'activité moyenne (Catégorie B) ;
- de 2 100  à   4 700 m3 de déchets de haute et très haute activité (Catégorie C).

## Entreposage
L'entreposage consiste en la mise en colis des déchets dans le but de les récupérer pour les étapes futures de leur gestion :
- Pour les déchets de faible activité : permettre la désintégration des radionucléides pour atteindre un niveau si bas qu'ils ne sont plus considérés comme radioactifs
- Recueillir et accumuler une quantité suffisante de déchets radioactifs avant leur transfert vers un autre lieu pour le traitement, le conditionnement ou l'enfouissement.
- Réduire la production de chaleur pour les déchets de haute activité

Les déchets radioactifs en Belgique sont temporairement stockés sur le site de la société publique Belgoprocess à Dessel. Les quantités entreposées sont les suivantes :
- 432 m3 de déchets de haute activité ;
- 3 885 m3 de déchets de moyenne activité ;
- 18 601 m3 de déchets de faible activité.

Les déchets de haute activité représente un faible volume (1,4 % de tous les déchets) mais ceux-ci contiennent la large majorité des radionucléides (98% de la radioactivité totale). Ils sont en majorité composé de déchets issus des centrales nucléaires belges vitrifiés après retraitement à l'usine de La Hague (France). 
Actuellement, les éléments de combustibles usés sont temporairement stockés sur les sites des centrales nucléaires de Doel et Tihange :
- Doel : entreposage à sec dans des conteneurs entreposés dans un building spécifiquement conçu à cet effet.
- Tihange : les éléments usés sont entreposés dans des piscines sur site. Le même projet de building qu'à Doel a été retoqué[2].

En 2019, le centre de stockage est presque plein, avec 50 000 fûts et n'a pas encore obtenu un permis pour construire une extension.

## Les déchets de faible activité
Pour les déchets de faible activité, l'ONDRAF a étudié, avec des partenariats locaux, des projets de stockage en surface ou en couche géologique (Mol, Dessel, Fleurus). Après un vote du conseil communal de Fleurus qui a mis fin au processus de consultation engagé dans cette commune, le gouvernement décide le 23 juin 2006 de retenir la candidature de la commune de Dessel (en partenariat avec Stora). L’ONDRAF dépose une demande d’autorisation auprès de l’Agence fédérale de contrôle nucléaire (AFCN) en 2013, puis un dossier d’évaluation de sûreté en 2019. L’AFCN rend un avis favorable début 2023 et un arrêté royal, publié en mai, autorise les travaux de construction qui pourraient débuter en 2024.
En 2016, la Belgique s'est engagée à enfouir les déchets nucléaire luxembourgeois à faible activité mais à longue durée de vie d'abord de manière temporaire et puis de manière définitive lorsque les solutions techniques le permettront.

## Les déchets de moyenne activité
Pour les déchets incompatibles avec un stockage en surface (haute activité et émetteurs alpha à longue durée de vie), le stockage géologique dans l'argile de Boom est à l'étude depuis 1975. Un laboratoire souterrain dénommé HADES (High Activity Disposal Experimental Site) existe à Mol depuis 1980 sous le domaine technique du Centre d'étude de l'Énergie Nucléaire (SCK•CEN) qui en a initié la réalisation. Le financement du stockage profond repose sur la distinction d'un coût fixe et d'un coût variable. Le coût variable est dû au moment de la production du déchet. En revanche, le coût fixe est financé, quelle que soit la quantité de déchets produite in fine, par un mécanisme de garantie contractuelle avec les producteurs de déchets. Cette approche est destinée à assurer, d'une part la capacité de financement de l'ensemble des déchets produits à ce jour, et d'autre part un impact financier des déchets à produire aussi prévisible que possible.
L'agence Agence Fédérale de Contrôle Nucléaire (AFCN), du 1er septembre 2010 au 31 octobre a soumis à consultation publique ses projets d'arrêtés à portée sociale relevant de sa compétence.

## Les déchets à haute et très haute activité
Pour les déchets radioactifs de catégorie B et de catégorie C, la solution du stockage géologique dans une installation souterraine est préconisée par l'ONDRAF et a été retenue officiellement en novembre 2022 par le gouvernement fédéral.
En 2010, l'ONDRAF a annoncé que le sous-sol de 22 communes de Campine est éligible au stockage souterrain des déchets hautement radioactifs. La compagnie néerlandaise d'eau potable Brabant Water s'y est formellement opposée en raison des risques que comporte cette élimination.
L'ONDRAF prévoit le stockage en profondeur à partir de 2070 pour les déchets de catégorie B et 2110 pour ceux de catégorie C. En attendant, ils devront être entreposés.

### Consultation en 2020
Le 1er avril 2020, l'ONDRAF annonce une consultation sur son site internet sur « le projet de plan de l'ONDRAF pour la gestion à long terme des déchets de haute activité et/ou de longue durée de vie et sur le rapport sur les incidences environnementales y afférent ». Le public est consulté du 15 avril au 13 juin 2020. 

#### Les sites supposés
Les sites supposés pouvoir accueillir le centre d'enfouissement des déchets hautement radioactifs ne sont pas clairement identifiés dans la consultation mais différentes sources les répertorient,,,(carte).
3 espaces géologiques avec les communes possiblement impactées :
- l'est de la Gaume : les communes de Chiny, Etalle, Florenville, Habay, Herbeumont, Meix-devant-Virton, Musson, Saint-Léger, Tintigny, Virton
- le haut-plateau ardennais : les communes de Bastogne, Fauvillers, Léglise, Libramont, Martelange, Neufchâteau, Vaux-sur-Sûre
- le sud des Hautes-Fagnes : autour de Lierneux, Stavelot, Stoumont, Trois-Ponts, Vielsam

D'autres communes sont également mentionnées en Wallonie et une en France (à la frontière) sans plus de précisions :
- Dinant
- Namur
- Herve
- Court-Saint-Étienne
- Rocroi en France

#### Incident diplomatique avec leLuxembourg
Le 12 mai 2020, la ministre de l'environnement luxembourgeoise, Carole Dieschbourg (Déi Gréng) s'est exprimé en défaveur d'un tel projet à la frontière avec le Luxembourg : « Ce projet présente une série d'incohérences et manque de transparence, ce n'est pas ce que l'on attend d'un pays voisin ».
La ministre de l'environnement belge, Marie-Christine Marghem (MR) a qualifié ces propos de « campagne de désinformation préjudiciable ».

#### Les réactions des associations et des personnalités politiques
Des associations belges dénoncent une « consultation ridicule » et reprochent à l'ONDRAF de publier cette annonce discrètement pendant la période du confinement due à la pandémie de COVID-19,,.
Le collège communal de Dinant, en la personne du bourgmestre Axel Tixhon (cdH), s'est prononcé contre le 14 mai 2020. Le bourgmestre de Fauvillers, Nicolas Stimant (Ecolo), dénonce le fait de ne pas avoir été consulté. 

### Coût
Différents scénarios mentionnent des coûts de 8 à 10 milliards.